# Statuto di Rhuddlan
Lo Statuto di Rhuddlan (in gallese: Statud Rhuddlan), promulgato il 19 marzo 1284 nel castello di Rhuddlan, fu lo statuto che decretò il passaggio delle terre del Galles fino ad allora denominate Principato del Galles e detenute da Llywelyn Ein Llyw Olaf ap Gruffydd e brevemente dopo la sua morte da Dafydd ap Gruffydd, alla corona inglese. Lo statuto segnò il completamento della conquista militare di quei territori messa in atto da Edoardo I d'Inghilterra tra il 1282 e il 1283.
Lo statuto divise il principato nelle contee di Anglesey, Merionethshire, Caernarfonshire e Flintshire e rimase in vigore fino alla promulga degli Laws in Wales Acts da parte di Enrico VIII con cui venne riorganizzata l'amministrazione di tutto il Galles.